# Black & Blue
Black & Blue – czwarty album studyjny amerykańskiego zespołu Backstreet Boys wydany 21 listopada 2000 roku. Album był promowany przez single: The Call, Shape Of My Heart, More Than That.

## Lista utworów
1. "The Call"
2. "Shape Of My Heart"
3. "Get Another Boyfriend"
4. "Shining Star"
5. "I Promise You (With Everything I Am)"
6. "The Answer To Our Life"
7. "Everyone"
8. "More Than That"
9. "Time"
10. "Not For Me"
11. "Yes I Will"
12. "It's True"
13. "How Did I Fall In Love With You"